# Хрущобруд-Пяскі
Хрущобруд-Пяскі (пол. Chruszczobród-Piaski) — село в Польщі, у гміні Лази Заверцянського повіту Сілезького воєводства.
Населення — 219 осіб (2011).
У 1975-1998 роках село належало до Катовицького воєводства.

## Демографія
Демографічна структура станом на 31 березня 2011 року:
|          | Загалом | Допрацездатний вік | Працездатний вік | Постпрацездатний вік |
| -------- | ------- | ------------------ | ---------------- | -------------------- |
| Чоловіки | 104     | 23                 | 70               | 11                   |
| Жінки    | 115     | 20                 | 58               | 37                   |
| Разом    | 219     | 43                 | 128              | 48                   |